# Andarivel

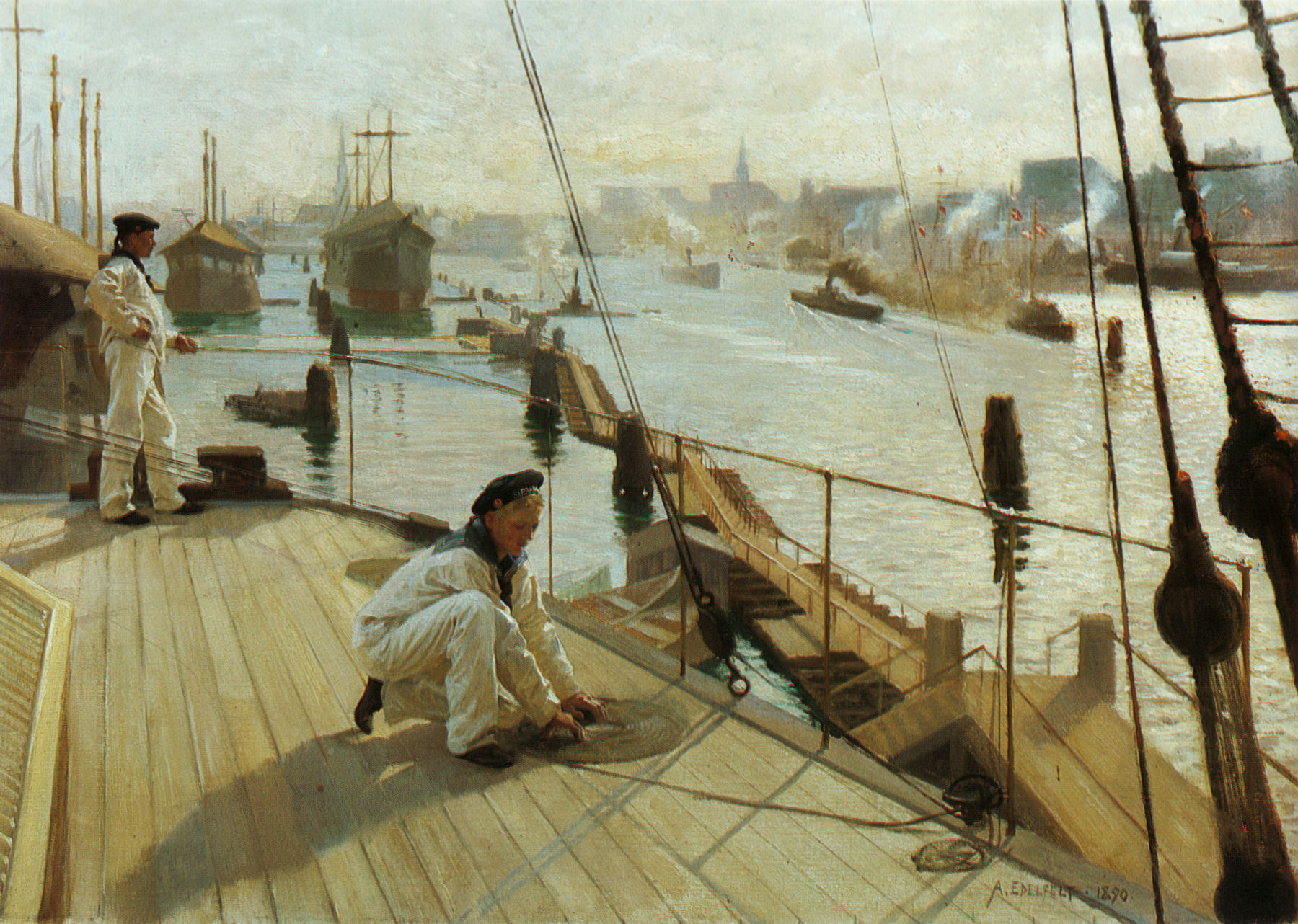
Andarivel en el costado de un barco

En náutica, un andarivel (pasamano) es toda cuerda que se pone en mástil, verga, costado para que sirva de sostén o como elemento de seguridad para los navegantes. La que se afirma paralelamente y a la altura como de dos varas de la vergas, de uno a otro de sus amantillos, para los casos de saludar a la voz, en la gente se pone de pie sobre dichas vergas. 

## Descripción
Es la cuerda que se afirma paralelamente y a la altura como de 1,6 m de las vergas, de uno a otro de sus amantillos, para los casos de saludar a la voz, en que la gente se pone de pie sobre dichas vergas. Se llama asimismo pasamano. También se llama andarivel a la que se circunda por los extremos de las barras del cabrestante para mayor sujeción de estas y aumento de puntos sobre que los que pueda hacerse fuerza. 

## Tipos
- Andarivel de juanete (virador): es el que sirve para guindar y calar estos mastelerillos.